# Volkmar Zabel
Volkmar Zabel (* 26. November 1968 in Potsdam) ist ein deutscher Bauingenieur.

## Leben
Von 1990 bis 1996 studierte er Bauingenieurwesen an der Hochschule für Architektur und Bauwesen Weimar – Universität (heute Bauhaus-Universität Weimar). Nach der Promotion 2003 bei Christian Bucher, Guido De Roeck und Klaus Gürlebeck war er seit 2008 Oberingenieur und Laborleiter am Institut für Strukturmechanik der Bauhaus-Universität Weimar. Nach der Habilitation 2019 für das Gebiet der Strukturdynamik ist er seit 2023 Universitätsprofessor im Fach „Baustatik und Baudynamik“ in Rostock.

## Schriften (Auswahl)
- Applications of wavelet analysis in system identification (Anwendungen der Wavelet-Transformation in der Systemidentifikation). 2003.
- Operational modal analysis – Theory and aspects of application in civil engineering. Weimar 2019.